# Liste des compagnies aériennes en Arabie saoudite
Voici une liste des compagnies aériennes opérant actuellement en Arabie Saoudite.

## Compagnies aériennes régulières
| Compagnie aérienne | Image | IATA | OACI | Indicatif d'appel | Depuis |
| ------------------ | ----- | ---- | ---- | ----------------- | ------ |
| Flyadeal           |       | F3   | FAD  | PURPLE            | 2017   |
| Flynas             |       | XY   | KNE  | NAS EXPRESS       | 2007   |
| Saudia             |       | SV   | SVA  | SAUDIA            | 1945   |
| Riyad Air          |       | RX   | RIX  | RIYADH AIR        | 2025   |
| SaudiGulf          |       | 6S   | SGQ  | SAUDIGULF         | 2016   |
| Nesma Airlines     |       | NE   | NSS  | NESMA             | 2010   |

## Compagnies aériennes charter
| Compagnie aérienne  | Image | IATA | OACI | Indicatif d'appel | Depuis |
| ------------------- | ----- | ---- | ---- | ----------------- | ------ |
| Al Anwa Aviation    |       |      |      |                   |        |
| Dallah Avco         |       |      |      |                   | 1975   |
| Jet du Moyen-Orient |       |      | XAH  |                   | 1990   |
| Sky Prime Aviation  |       | UY   | SPD  | SKYPRIME          | 2016   |

## Compagnies aériennes cargo
| Compagnie aérienne | Image | IATA | OACI | Indicatif d'appel | Depuis |
| ------------------ | ----- | ---- | ---- | ----------------- | ------ |
| Saudia Cargo       |       |      |      |                   |        |

## Voir également
- Liste des compagnies aériennes
- Liste des anciennes compagnies aériennes d'Arabie saoudite
- Liste des anciennes compagnies aériennes d'Asie
- Liste des aéroports en Arabie Saoudite
- Liste des compagnies aériennes en Asie
- Compagnies aériennes interdites d'exploitation dans l'Union européenne
- Liste des compagnies aériennes disparues en Asie
- Liste des compagnies aériennes en Europe